# ماخ اولا
ماخ اولا یک مجموعه‌شعر از نیما یوشیج است که در سال ۱۳۴۴ توسط نشر شمس در تبریز منتشر شد. ماخ اولا که نام یکی از اشعار این مجموعه است از نام رودخانه‌ای در نزدیکی یوش- محل زندگی نیما یوشیج- گرفته شده است.

## نقد و نظر
به باور مجید نفیسی مجموعهٔ ماخ اولا که در دستهٔ «شعر طبیعت» قرار می‌گیرد از بهترین اشعار نیما هستند. او محدود نشدن تصاویر این اشعار به ارزش کنایی و «پذیرای تعابیر گوناگون» بودن را مهمترین خصوصیت این اشعار می‌داند.

## شعر ماخ اولا
«ماخ اولا» پیکره ی رود بلند
می رود نا معلوم
می خروشد هر دم
می جهاند تن، از سنگ به سنگ،
چون فراری شده ای
(که نمی جوید راه هموار)
می تند سوی نشیب
می شتابد به فراز
می رود بی سامان؛
با شب تیره، چو دیوانه که با دیوانه
رفته دیری است به راهی کاو راست،
بسته با جوی فراوان پیوند
نیست- دیری است- بر او کس نگران
و اوست در کار سراییدن گنگ
و اوفتاده است ز چشم دگرن
بر سر دامن این ویرانه.
با سراییدن گنگ آبش
ز آشنایی «ماخ اولا» راست پیام
وز ره مقصد معلومش حرف است.
می رود لیکن او
به هر آن ره که بر آن می گذرد
همچو بیگانه که بر بیگانه.
می رود نامعلوم
می خروشد هر دم
تاکجاش آبشخور
همچو بیرون شدگان از خانه.